# بولشوی کوندیش
بولشوی کوندیش (انگلیسی: Bolshoy Kundysh) یک رودخانه در استان ماری ال کشور روسیه است.